# Станіслав Єжи Лец
Стані́слав Є́жи Лец, або Лєц (пол. Stanisław Jerzy Lec), справжнє ім'я Стані́слав Є́жи де Туш-Летц (пол. Stanisław Jerzy de Tusch-Letz; (6 березня 1909, Львів — 7 травня 1966, Варшава) — польський поет, філософ, письменник-сатирик і афорист XX століття, член Спілки письменників України.
Поет і афорист Станіслав Лец, за визначенням критиків, входить до першої десятки літераторів XX століття, які не тільки вплинули на смаки читацької публіки, але й виразно позначилися на формуванні сучасної свідомості людства.

## Біографія
Станіслав Єжи Лец казав: «Не існує біографії письменника, є лише життєписи творів».

### Дитинство і юність
Станіслав Єжи Лец народився 6 березня 1909 р. у Львові, тоді Лемберзі, який, як і вся Галичина, входив до складу Австро-Угорської імперії. Він був єдиною дитиною в сім'ї. Його батько, австрійський шляхтич, барон Бенон де Туш-Летц («Свобідний барон де Туш Лец» — називатимуть Станіслава варшавські друзі в нелегкі шістдесяті роки) єврейського походження, батьки якого перейшли в протестантство, був банкіром. Мати — Адель де Туш (до шлюбу Сафрін), походила з польсько-єврейської інтелегенції, високо цінувала освіту й культуру. Саме таке змішування крові дало особистості Леца її багатогранність і різномаїтість, що проявилося не тільки у великому художньому даруванні, але й у драматичних суперечностях між німецько-австрійською, польською й єврейською її складовими. Другою частиною подвійного прізвища батька в його польському написанні — «Лец» (що на їдиші означає «клоун» або «пересмішник»), Станіслав надалі і буде підписувати свої твори. Бенон де Туш-Летц помирає в 1914 році, коли Станіславу не було ще 5 років. Незабаром починається Перша Світова війна, наступ російських військ у Галичині вимушує Адель з сином виїхати до Відня, де жили її родичі. Там Станіслав почав діставати освіту.
По закінченні війни Леци повертаються до рідного Львова, який став територією новоствореної незалежної Польської Республіки. Вони оселюються у типовій львівській кам'яничці по вул. Словацького, 6 навпроти Головної пошти. Станіслав вчиться спершу в Євангелістичній Обершуле (вищій школі), а потім — в гімназії Камерлінг. У 1927 році Лец вступає до Університету Яна Казимира (зараз Львівський національний університет імені Івана Франка), де протягом року вивчає полоністику, а по тому — право. Юнаку ладили кар'єру адвоката, але верх взяло творче начало. Під впливом однокурсників Лец починає віршувати, навесні 1929 на авторському вечері Лец уперше читає свої вірші. Наприкінці 1929 року з'являється перша публікація 20-річного автора: літературний додаток до газети Ilustrowany Kurier Codzienny («Ілюстрований Щоденний Кур'єр») друкує дебютний вірш Леца — «Весна» (Wiosna).
Лец починає виступати зі своїми творами на естраді. У липні 1931 з'являються друком його вірші, які публікує перший номер журналу Tryby («Шестірні»), створений друзями Леца. Номер з наступною публікацією його віршів вилучає поліція, а сам автор потрапляє до розряду «неблагонадійних». 1933 року у Львові виходить перша його поетична збірка — «Барви» (Barwy), основу якої складали поезії і вірші соціально-політичної спрямованості, а заключний вірш присвячений С. О. Єсеніну. У збірці уперше з'являються і його гумористичні та сатиричні вірші у стилі фрашки — жанрі, у якому Лец надалі став визнаним майстром. Такі короткі дотепні епіграми, завдяки творчості Яна Кохановського, поширилися у Польщі з другій половині XVI ст. і мали велику популярність у шляхетському середовищі. Фрашки Леца, з притаманною їм дошкульністю не залишилися непоміченими: навіть Юліан Тувім включив три витвори молодого поета в свою антологію «Чотири століття польської фрашки».
Через свої ліві погляди у 1934 році, коли у Львові оголосили «полювання лівих», Лец мусив переїхати до Варшави разом зі своїми друзями — поетами Леоном Пастернаком і Яном Спеваком. У Варшаві він починає регулярно публікуватися у сатиричних журналах Cyrulik Warszawski («Варшавський цирульник») і Szpilki («Шпильки»), літературному часописі Skamander («Скамандр»). У 1936 році Лец і Пастернак створюють літературну кав'ярню «Teatr Krętaczy» («Пройдисвітський Театр»). Тоді ж він співпрацює з варшавською газетою лівої орієнтації Dziennik Popularny («Популярний Щоденник») — виданням, яке просувало ідею створення антифашистського народного фронту. Щоденна судова хроніка, яку вів у газеті Лец, викликала незадоволення поліції, випуск її був зупинений. Щоб уникнути арешту, Лец їде до Румунії, потім повертається до Польщі, мешкає у селі на Поділлі, служить в адвокатській конторі в Чорткові, і нарешті знову опиняється у Варшаві, щоб продовжити літературну та публіцистичну діяльність.
Перед самою війною Лец готує до друку обсяжний том «Земля пахне» (Ziemia pachnie) — збірку фрашок і подільських поезій. Вона не встигає вийти в світ.

### Друга Світова війна
Початок Другої Світової війни застає Леца у рідному Львові, де він ховався від польської поліції (за іншими даними, він виїхав з Варшави до Львова вже після 1 вересня 1939 року). 19 вересня 1939 р. місто займають радянські війська, він приймає нову владу, співчуваючи комуністичним ідеям (підтримав включення Східних Кресів Польщі до складу УРСР та БРСР під час «народного волевиявлення» 19 листопада 1939 р.). Закінчує разом з Леоном Пастернаком щойно влаштовані курси для журналістів-втікачів, а 1940 р. вступає до Спілки письменників України. Згодом Пастернак від'їжджає до Москви, а Лец залишається, думаючи одержати кафедру у Чернівецькому університеті, на факультеті германістики, який тільки-но почали створювати. У Львові він активно займається прорадянською пропагандою, бере участь у редакції Almanach Literacki («Літературного Альманаху»), співпрацює з журналом Czerwony Sztandar («Червоний Прапор»), видавництвом національних меншин УРСР, першим серед польських поетів публікує панегирик Сталіну. Зважаючи на його позицію у 1939—1941 рр., багато які його співвітчизники схильні винуватити Леца в колабораціонізмі, хоча деякі польські правозахисники (наприклад, Адам Міхнік) не поділяють цієї думки.
Після окупації Львова нацистською Німеччиною в червні 1941 р. Лец потрапляє в концентраційний табір під Тернополем. Двічі він робить спробу втекти, і після другої невдалої втечі його засуджують до розстрілу. Конвоїри відвели його до місця виконання вироку і веліли рити собі могилу, але потім залишили під наглядом лише одного охоронця. Лец зумів перехитрити конвоїра, вбив його ударом лопати по шиї, а потім, перевдягшись у його форму, щасливо втік. Свої враження від цього Лец пізніше опише у короткому вірші «Хто копав собі могилу» (зі збірки «До Авеля і Каїна»). У німецькому мундирі він перетнув все генерал-губернаторство (тобто східну частину окупованої Польщі) і дістався Варшави, де встановив контакт з силами польського Опору. В окупованій Варшаві Лец працював у підпільній пресі, редагував у Прушкуві газету Żołnierz w boju («Солдат у бою»), а на правому березі Вісли — Swobodny narod («Вільний народ»), де друкував також свої вірші. Надалі вступив до партизанського загону, що діяв у Люблінському воєводстві. У 1944 р. у лавах першого батальйону Армії Людової брав участь у битві під Ромблювом. Після звільнення Любліна вступив до 1-ї армії Війська Польського у званні майора. За участь у війні отримав Кавалерський Хрест ордена «Polonia Restituta» («Відроджена Польща»), а також кілька інших нагород.
Про цей етап його життя він скупо оповідає у автобіографії: «Пору окупації я прожив у всіх тих формах, які допускав той час. 1939—1941 рр.. я провів у Львові, 1941—1943 рр.. — У концтаборі під Тернополем. У 1943 р., в липні, з місця майбутнього мені розстрілу я втік до Варшави, де працював у конспірації редактором військових газет Гвардії Людової та Армії Людової на лівому і правому берегах Вісли. Потім пішов до партизанів, які билися в Люблінському воєводстві, після чого воював у лавах регулярної армії».

### Після війни
У 1945 р. Лец оселюється у Лодзі й одружується з Ельжбетою Русєвич. Зі своїми друзями — поетом Леоном Пастернаком і художником-карикатуристом Єжи Зарубою він відроджує випуск одного з найулюбленіших у Польщі гумористичних журналів — «Шпильки». Наступного року виходить збірка «Польовий блокнот» (Notatnik polowy), що включала вірші воєнних років, а також рядки, присвячені партизанським боям і полеглим товаришам. Тоді ж він публікує збірку «Прогулянка циніка» (Spacer cynika), яка складалася з його довоєнних сатиричних віршів й фрашок.
У 1946 році Леца направляють до Відня на посаду аташе з питань культури у дипломатичній місії Польської Республіки. У 1948 році у Польщі виходить збірка його повоєнної поєзії — «Життя — це фрашка» (Życie jest fraszką), а у 1950-му — «Нові вірші» (Nowe wiersze). Написані у Відні, місті дитинства Леца, «Нові вірші» містять багато ремінісценцій, що йдуть від нового, свіжого сприйняття пам'яток мистецтва й архітектури австрійської столиці. У Відні в Леца народжуються старший син Ян і дочка Малгожата.

### Еміграція й повернення на Батьківщину
Перебуваючи у Відні, Лец з тривогою спостерігає, як у рідній Польщі, установлюється режим партійної диктатури, посилюється цензура і починається тиск на творчу інтелігенцію. У 1950 році, після того як критика несхвально зустріла його «Нові вірші», він вирішує емігрувати. Подібно багатьом особам єврейської крові, приймає рішення їхати до батьківщини предків — до нещодавно створеного Ізраїлю. Там Лец з родиною проживе два непростих роки. Свої враження від перебування під небом Палестини він пізніше опише в «Єрусалимському рукопису» (пол. Rękopis jerozolimski) — збірці віршів, що вийшла друком у 1956 році. Там помітні пошуки власного місця у низці творців, разом з невідчепними згадками про вбитих на війні. У «Рукописі» відчувається гостра туга за рідною Польщею, за рідними й друзями, за краєвидами Мазовії, яка стає все боліснішою. 1952 року Лец із сином повертається до Польщі, залишивши в Ізраїлі дружину з дочкою. Дипломатична кар'єра на батьківщині була закінчена, друзів там майже не лишилося. Друг молодості поет Ян Спевак тимчасово притулив Леца із сином у своїй квартирі, а кілька місяців по тому вони від'їжджають до Прушкува. Там Лец одружується вдруге: цього разу з Кристиною Швятоньською, у нього народжується молодший син Томаш. У 1952—1956 роках автор не видає нових творів — політична атмосфера та емігрантське минуле Леца не дозволяють це робити. Щоб заробити на життя, він мусить звернутися до перекладацтва, перекладає Й. В. Гете, Г. Гейне, Б. Брехта, К. Тухольського та інших німецьких авторів, а також деяких українських, білоруських і російських письменників.

### Польська «відлига»
У 1956 р., після смерті Болеслава Берута у Польщі починаються масові громадські виступи, які вимушують нову владу переглянути політичний курс («Польський Жовтень» або «Гомулківська Відлига»). Була значно послаблена цензура, ідеологічний контроль над творчістю, одним зі свідоцтв яких було перевидання книжок Леца і видання його нових творів. Виходить друком його «Єрусалимський рукопис», завершений ним у середині 1952 р.. Написані під час перебування в Ізраїлі, вірші цієї збірки вважались автором найліричнішими з усіх творів.
У 1957 р. виходять друком «Непричесані думки» (пол. Myśli nieuczesane) — збірка філософських афоризмів, які обезсмертили ім'я автора. Деякі дослідники вважають, що виходу цієї книжки сприяла атмосфера польської «весни». Наступного року він публікує антологію «З тисячі і одної фрашки» (пол. Z tysiąca i jednej fraszki), що містить дво- чотирирядкові епіграми-фрашки, які Лец написав безліч. Останні поетичні томики автора: «Кепкую і питаю дороги» (пол. Kpię i pytam o drogę) — 1959, «До Авеля і Каїна» (пол. Do Abla i Kaina) — 1961, «Оголошення про розшук» (пол. List gończy) — 1963, «Поеми, готові до стрибка» (пол. Poema gotowe do skoku) — 1964. За свідченням самого Леца, вони позначені з поміченою ним у себе «схильністю до дедалі більшої конденсації художньої форми». Те ж саме визначення можна застосувати щодо циклу «Ксенії» (пол. Xenie; «ксенії» — жанр античної поезії) — коротких філософсько-ліричних віршів, які він публікував у літературній пресі, а також до серії прозаїчних мініатюр «Маленькі міфи» — за визначенням автора, «новий варіантик непричесаних думок з фабулою-анекдотом». У 1964 р. з'являється друге видання «Непричесаних думок», а у 1966 р. Лец встигає підготувати до друку «Нові непричесані думки» (пол. Myśli nieuczesane nowe).

### Смерть
Станіслав Єжи Лец помер 7 травня 1966 року у Варшаві після тривалої невиліковної хвороби. Похований на військовому цвинтарі Повонзки.

## Сім'я
Двічі одружений: з Ельжбетою Русевич мав сина Яна та дочку Малгожату, а з Кристиною Свентонською — сина Томаша.

## Творчість
- Wiosna «Весна» (1929, ліричний вірш, літературний дебют)
- Barwy «Барви» (1933, поезії)
- Spacer cynika «Прогулянка (шпацер) циніка» (1946, сатира і епіграми)
- Notatnik polowy «Польовий нотатник» (1946)
- Życie jest fraszką «Життя — це фрашка» (1948)
- Nowe wiersze «Нові вірші» (1950)
- Rękopis jerozolimski «Єрусалимський рукопис» (1956)
- Myśli nieuczesane «Непричесані думки» (1957)
- Z tysiąca i jednej fraszki «З тисячі і однієї фрашки» (1959)
- Kpię i pytam o drogę «Кепкую і питаю дороги» (1959)
- Do Abla i Kaina «До Авеля і Каїна» (1961)
- List gończy «Оголошення про розшук» (1963)
- Myśli nieuczesane nowe «Нові непричесані думки» (1964)
- Poema gotowe do skoku «Поеми готові до стрибка» (1964)

### Переклади українською
- Лец, Станіслав Єжи. Незачесані думки: афоризми / С. Є. Лец; пер. з пол. А. Павлишин. — К.: Дух і літера, 2006. — 288 с.: іл.
- Лец, Станіслав Єжи. Вибрані афоризми. Переклад А. Павлишин. Упорядник А. Рудзицький. Художник О.Ройтбурд. — К., 2020. — 280 с. (art-book)

## Вшанування
22 квітня 2018 р., на фасаді будинку по вулиці Словацького, 6, де у 1920—1934 та 1939—1941 рр. мешкав Станіслав Єжи Лец, відкрито меморіальну табличку.